# Kitakata
Kitakata (喜多方市, Kitakata-shi) est une municipalité ayant le statut de ville dans la préfecture de Fukushima, au Japon.

## Géographie

### Situation
Kitakata est située dans le nord-ouest de la préfecture de Fukushima.

### Démographie
En octobre 2021, la population de la ville de Kitakata était de 44 199 habitants répartis sur une superficie de 554,63 km2.

### Hydrographie
Kitakata est située à la confluence de la rivière Tadami et du fleuve Agano.

## Histoire
Le bourg moderne de Kitakata a été créé le 1er avril 1889. Il obtient le statut de ville en 1954. En 2006, Kitakata absorbe les bourgs de Shiokawa et Yamato, et les villages d'Atsushiokanō et Takasato. 

## Transports
La ville est desservie par la ligne Ban'etsu Ouest de la JR East.

## Personnalité liée à la municipalité
- Uryū Iwako (1829-1897), travailleuse sociale